# Euophrys convergentis
Euophrys convergentis es una especie de araña saltarina del género Euophrys, familia Salticidae. Fue descrita científicamente por Strand en 1906.
Habita en Argelia, Turquía y Libia.